# Cruiserboard
 (août 2019).
Si vous disposez d'ouvrages ou d'articles de référence ou si vous connaissez des sites web de qualité traitant du thème abordé ici, merci de compléter l'article en donnant les références utiles à sa vérifiabilité et en les liant à la section « Notes et références ».
Le cruiserboard est un skateboard destiné au déplacement (sur courte distance) et à la promenade. 
L'avantage principal d'un cruiserboard est celui de pouvoir être transporté facilement, puisque généralement moins encombrant qu'un skateboard standard. 

## Caractéristiques
Les cruiserboards sont plus petits qu'un skateboard, ont le nose moins prononcé et un kicktail de forme plus carrée. Le kicktail peut aussi avoir une forme de queue de poisson, on le nommera alors fishtail. 
Le grip, dans le cas des cruisers en plastique, est parfois directement moulé dans le deck. 
Les roues sont dotées de roulements supposément meilleurs que ceux des skateboards freestyle. Les roues sont plus larges et plus molles pour gagner en vitesse, le deck est beaucoup plus souple, et la plupart du temps, plus fin. Il est possible d'ajouter des riser pads, rectangles généralement de caoutchouc, entre le deck et les trucks. Cet ajout est principalement effectué sur les cruiserboards, puisqu'en permettant la surélévation des trucks, les riser pads limitent le wheelbite (frottement des roues contre la planche, entraînant chutes et détériorations.) lors d'un virage, de la pratique du carving ou du slalom, ces dernières requérant l'emploi de trucks desserrés. Les essieux peuvent aussi être inversés sur certaines boards pour mieux tourner, tout en conservant une vitesse importante.
La plupart des cruiserboards sont monochromes. 

## Histoire et utilisation
Les tout premiers cruisers sont apparus dans les années 60-70, dérivés du longboard, inventé par des surfeurs californiens. Ce n'est cependant que dans les années 1970 qu'il acquit une grande popularité, justifiant son appellation de "board old-school" ou "skate des années 70". Dans les années 2010, parallèlement à la naissance d'un engouement pour la tendance "vintage", la pratique du cruiserboard revint à la mode.  
On utilise aussi ce skate pour le carving (virages dans une descente, qui permet de maîtriser sa vitesse) ou encore pour le slalom.  

## Principales marques
- Penny (22", 27" et 36", plastique)
- Oxelo (Decathlon) (22" et 27", bois et plastique)
- Globe (23" et 26")
- Mindless
- Voltage
- Aloiki
- Tempish
- Stereo (22")

## Différents types
Il existe différents types de cruiserboards, selon leurs tailles, leur forme, leur matière...

### Tailles
La taille des skateboards se mesure en pouces (2,54 cm). On considèrera qu'au delà de 30", 35" voire 40", il s’agit d'un longskate. 
Il existe deux tailles principales de cruiserboard, même si elles ne sont, par définition, pas les seules :
- Les Penny, de petite taille (autour de 22")

- Les Nickels, de grande taille (autour de 27")

Les planches de 36" sont considérées comme des longboards.

### Matières
Il existe plusieurs matières pour le deck des cruisers :
- Le bois, généralement de meilleure qualité, plus solide, constitue un meilleur choix de matériau pour les personnes souhaitant réaliser des figures, ou tricks, avec leur cruiser. Le bois craint cependant l'eau. Les planches en bois sont souvent de taille 27".

- Le plastique, qui, à l'inverse du bois, n'est pas détérioré pas les intempéries, est généralement moins solide, mais sa souplesse peut permettre une plus grande maniabilité, qui complexifiera cependant la réalisation de figures. Les planches en plastique sont souvent de taille 22", même s'il en existe de plus grande taille.

- La fibre de verre, matière très peu utilisée de nos jours, à cause de sa fragilité. Ces cruisers sont souvent de taille 27".

### Formes
Il existe des cruiserboards plus ou moins larges : Les cruisers en plastique sont en règle générale très fins (de 5" à 7" environ), à l'inverse de ceux faits de bois, (de 7" à 9" environ) même si ce n'est pas toujours le cas.
Les cruiserboards sont équipés de kicktail relevés, ce qui n'est pas nécessairement le cas du nose : cette particularité est réservée à une minorité de planches en bois, et permet de monter des trottoirs ou de se mettre en nollie/fakie pour réaliser d'autres figures. 

## Composition
Le cuiserboard est composé des éléments suivants :
- Le deck
- Les trucks
- Les roues
- Les roulements à billes
- Le grip (ou griptape)

Le deck n'est autre que la zone du cruiser où l'on pose ses pieds (plateau), en bois ou en plastique. On emploiera le terme tail pour désigner l'arrière du skate et nose pour désigner l'avant du skate, ainsi que wheelbase pour désigner la partie centrale.
Les trucks, aussi dits essieux, sont les pièces qui permettent de relier les roues et le deck. En métal, voire en plastique pour les skates de mauvaise qualité, ceux-ci sont composés d'une embase, de la vis de l'embase, aussi appelée kingpin, de l'axe, ainsi que du hanger, pièce du truck à laquelle sont vissées les roues. Serrer plus ou moins ces éléments ensemble aura une influence sur la facilité à effectuer des virages, au prix parfois d'une moins grande stabilité. Les deux gommes, ou bushings, disposées respectivement entre le hanger et l'embase et entre ce dernier et l'écrou du kingpin, agissent sur la sensibilité du truck lors d'un virage. Composées de polyuréthane, leur dureté se mesure en shore, et est représentée sous forme de chiffres et d'unités : le chiffre est compris entre 70 et 105, mais est, en moyenne, de 80. Plus la dureté est importante, plus le chiffre est élevé. On utilise le plus souvent l'unité A (ou DU). (L'unité B est parfois usitée. Il faut ainsi ajouter 20 au chiffre y étant apposé pour le convertir en unité A.) La visserie, aussi appelée hardware, permet d'assembler le tout. La taille des vis dépendra de la présence de riser ou shock pads, ainsi que de l'épaisseur du deck.   
Les roues (sans leurs roulements), sont souvent composées de polyuréthane. La dureté des roues de cruiser ne monte généralement pas au-delà de 85A. Le diamètre des roues de cruiserboard, mesuré en MM (millimètres), se situe souvent entre 55MM et 60MM. Ainsi plus grandes et plus molles que celles d'un skateboard standard, elles absorbent mieux les vibrations entraînées par les aspérités du sol, mais ne doivent pas non plus être de trop grande taille, relativement à celle du deck. Plus la roue sera petite, plus elle permettra une grande vitesse et facilitera la réalisation de figures, tandis que des roues de taille plus importante optimisent le confort de glisse. Les lèvres des roues de cruisers ont souvent une forme droite ou semi-arrondie.
Les roulements à billes, bearings, en métal ou parfois en céramique, permettent une rotation optimale de la roue, et sont composés de la cage, des billes ainsi des bagues intérieure et extérieure. Le roulement à billes a été conçu de manière qu'il n'y ait de frottements qu'entre les billes et les bagues. Il est important de graisser les roulements avec l'usure. Le roulement est un élément fragile qu'il faut régulièrement changer. Ils sont souvent classifiés par la mention ABEC, suivie d'un chiffre impair, généralement compris entre 1 et 9. Plus le chiffre est grand, plus le roulement est, supposément, résistant. La pertinence de cette norme ayant été remise en cause, certains fabricants ne classe plus leurs produits en fonction de celle-ci,.   
Le griptape, parfois moulé dans le plastique de certains decks, doit être changé à l'usure, s'il a été installé à postériori. Il permet une plus grande adhérence entre les pieds et la planche. La rugosité d'un grip de skate, souvent conçu à base de carbure de silicium, peut varier, selon la marque, les préférences de son possesseur, et même le style de ride pratiqué. Les griptapes sont parfois ornés d'un motif, mais ceux concernés ont pour réputation de s'user plus rapidement.